# Conceição da Barra de Minas
Conceição da Barra de Minas est une municipalité brésilienne de l'État du Minas Gerais et la microrégion de São João del-Rei.